# Napuruna
Els napuruna, kichwaruna o quítxues del Napo, són una ètnia que habita les riberes del riu Napo entre el Perú i l'Equador. Al Perú habiten la conca del riu Napo en els districtes de Napo, Mazán, Putumayo i Torres causana, a més de trobar-se una comunitat al districte de les pedres al riu Tahuamanu (Madre de Dios). A l'Equador habiten en l'Alt Napo així com els rius Ansuy i Jatun Yacu, on se'ls coneix també com Quijos quítxua.

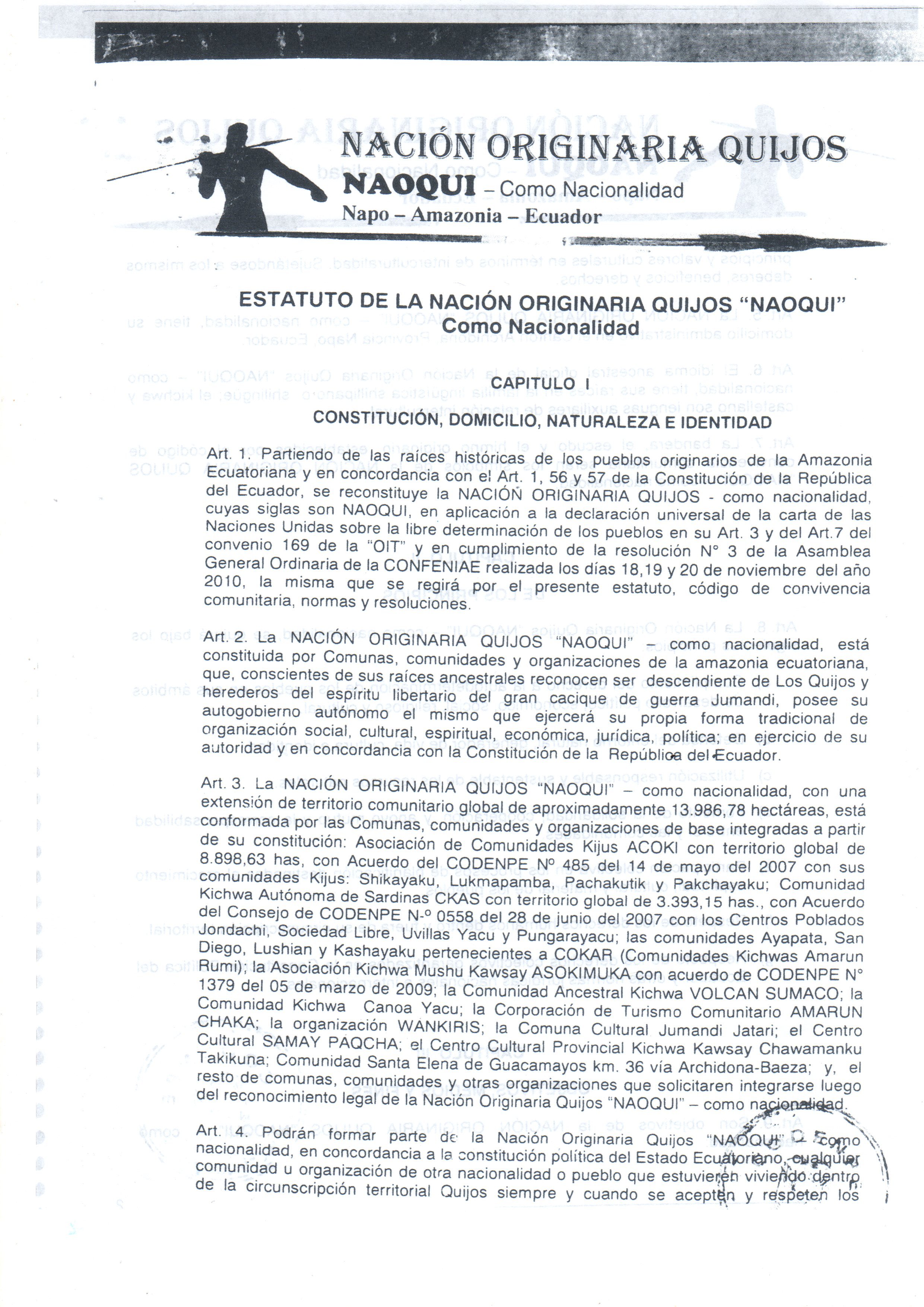

## Història
La majoria dels napuruna són descendents dels quijos. Tradicionalment situats a l'Equador i portats al Perú per patrons caucheros on es van unir amb poblacions que havien perdut la seva identitat (archidona, sonus, vacacocha, záparos, aushiris, semingayes, omagua i algunes famílies jívares). Els missioners jesuïtas i els colonitzadors van implantar el quítxua com a llengua per a facilitar l'evangelització.
L'abús va portar amb si rebel·lions en 1578 i l'escassetat de mà d'obra per a la producció de la shiringa. En aquest temps un grup és desplaçat cap a Mare de Déu (riu Tahuamanu), donant lloc als anomenats Quítxues santarrosinos.
En 1972 s'inicia un procés de canvi en l'estructura d'aquesta ètnia, triant els seus propis líders per a alliberar-se dels seus patrons. Des d'aquesta data dediquen activitats independents com l'extracció de fusta, comerç de pells, ramaderia i agricultura.

### Llenguatge
L'investigador Wilson Gutiérrez Marín indica que l'antic idioma dels Quijos es basava en sons guturals, que imitaven d'ocells i animals. No obstant això, la forta influència del quítxua, provinent del Tahuantinsuyo, va fer que aviat anessin perdent la seva llengua nativa. Recerques lingüístiques actuals donen compte que hi ha vestigis del shillipanu en el quichua que actualment parlen els Napo-runa o quijos, cosa que significaria que el seu llenguatge original es va fusionar amb el quítxua. Altres investigadors assenyalen que encara que el quichua no va ser l'idioma original dels Quijos, "aquest s'ha “nativizado” adquirint trets espacials i lingüístics nous".
Actualment parlen una varietat del kichwa, conegut com quítxua del napo.

## Cultura

### Caça i Pesca
Tant la caça com la pesca eren realitzades exclusivament pels homes de la comunitat. Abans de sortir a caçar fumaven tabac com a part d'una pràctica ancestral. El ritual assenyala que els quijos identificarien en les cendres del tabac l'animal que caçaran. En el cas de no veure cap figura en les cendres significaria que no tindran bons resultats per a aquest dia.
Una altra pràctica tradicional abans de caçar és beure un te preparat a base de fulles de Guayusa. Aquesta planta, que es troba en la Amazonía equatoriana, conté cafeïna i altres components com teobromina o L –teanina, estimulants que redueixen la fatiga física i mental i combaten l'estrès.
Els quijos capturaven guantas, pavas, entre altres espècies silvestres de la Amazonía. Per a realitzar-ho s'utilitzaven bodoqueras confeccionades de pal que dins contenien unes petites fletxes untades amb herba i verí, que al contacte amb l'animal l'adormien. Una altra manera d'atrapar als animals era a través de paranys coneguts com “tocllas”, que subjecten a la presa suspenent-la en l'aire.
Per a la pesca existeixen dues maneres de realitzar aquesta pràctica. La primera consisteix a utilitzar les mans per a trobar peixos sota les roques, i la segona se centra en l'ús de candelera, que actua com un verí de peixos.

### Gastronomia
Tradicionalment en aquestes comunitats, les dones surten a treballar en les chacras i els homes caçaran i pescar. Els seus dies comencen bevent guayusa. La cuina tradicional de la comunitat Quijos no usa sal. Reemplacen la sal amb cendres d'unes certes plantes. Alguns productes alimentosos en la seva dieta inclouen: patata dolça, plàtan, iuca, blat de moro, arròs, frijol,  chonta, cor de palma, ají, carn i peix. També conreen ayahuasca i tabac. Entre els seus plats tradicionals està el Yuyucallana, elaborat amb plantes.

### Medicina tradicional
La medicina tradicional que fa ús de plantes i arbres locals és una part important de la cultura Quijos. Espècies d'arbres de la regió s'utilitzen amb finalitats medicinals. Exemples de plantes utilitzades en la medicina tradicional Quijos són: tabac, ají i wayusa, que es prepara típicament en una infusió.

### Artesanies
Els homes i les dones de Baeza usaven joies de gran valor en el pit, els braços i el nas. Un adorn característic era els talossos, objectes que s'incrustaven en els llavis inferiors. A més, portaven en el nas un adorn d'or. En Baeza i Archidona usaven arracades en el pit i als braços joies d'or. El principal adorn que utilitzaven els homes en les festes eren collarets que carregaven de les espatlles i creuaven pel pit. Les dones, des de nenes, utilitzaven un collaret i polseres de perles de cristall, tant en el coll com en la cintura.
Treballaven utensilis de pedra, olles de fang, hamaques, xarxes de pita i canastres de vímet. Elaboraven objectes prenent com a matèria primera la pedra, metall, argila, fusta i fibres. Amb la pedra fabricaven els seus estris de treball i de guerra, rentaven l'or en els rius per als seus adorns personals.

## Organització
Els quítxues del Napo s'organitzen en ayllus consanguinis. Està prohibit el matrimoni entre consanguinis bilaterals de primer grau i amb els quals s'estableix parentiu simbòlic (compares). La residència postmatrimonial es dona a la casa dels pares de la dona, la qual cosa el fa uxorilocal.
El compareig és un parentiu simbòlic que s'estableix en l'apadrinament de cerimònies com ara bateig, primera comunió i matrimoni.